# Monte Prado
Monte Prado (eller Prato) er et bjerg i den nordlige del af Appenninerne, beliggende mellem bjergpassene Pradarena og Radici Passet, og har en højde på 2.054 moh.

## Geografi
Monte Prado ligger på grænsen mellem provinserne Reggio Emilia og Lucca. 
Bestigning af bjerget er teknisk let, og der fører godt skiltede veje til toppen.

## Naturbeskyttelse
Bjerget er en del af Nationalpark Appennino Tosco-Emiliano.